# Haliplus chinensis
Haliplus chinensis is een keversoort uit de familie watertreders (Haliplidae). De wetenschappelijke naam van de soort is voor het eerst geldig gepubliceerd in 1932 door Falkenström.